# Павловское (Левобережное сельское поселение)
Павловское — деревня в Тутаевском районе Ярославской области России. 
В рамках организации местного самоуправления входит в Левобережное сельское поселение, в рамках административно-территориального устройства — в Помогаловский сельский округ.

## География
Расположена на реке Урдома, в 9 километрах к северо-востоку (по прямой) от центра города Тутаева.

## Население
| 1859 | 2002 | 2007 | 2010 |
| ---- | ---- | ---- | ---- |
| 14   | ↗225 | ↗248 | ↘196 |

Согласно результатам переписи 2002 года, в национальной структуре населения русские составляли 97 % от всех жителей.